# Malrevèrs
Malrevers és un municipi francès situat al departament de l'Alt Loira i a la regió d'Alvèrnia-Roine-Alps. L'any 2007 tenia 718 habitants.

## Demografia

### Població
El 2007 la població de fet de Malrevers era de 718 persones. Hi havia 250 famílies de les quals 60 eren unipersonals (36 homes vivint sols i 24 dones vivint soles), 73 parelles sense fills, 105 parelles amb fills i 12 famílies monoparentals amb fills.
La població ha evolucionat segons el següent gràfic:
Habitants censats

### Habitatges
El 2007 hi havia 354 habitatges, 260 eren l'habitatge principal de la família, 48 eren segones residències i 46 estaven desocupats. 329 eren cases i 24 eren apartaments. Dels 260 habitatges principals, 215 estaven ocupats pels seus propietaris, 40 estaven llogats i ocupats pels llogaters i 5 estaven cedits a títol gratuït; 1 tenia una cambra, 3 en tenien dues, 27 en tenien tres, 84 en tenien quatre i 145 en tenien cinc o més. 204 habitatges disposaven pel capbaix d'una plaça de pàrquing. A 93 habitatges hi havia un automòbil i a 148 n'hi havia dos o més.

### Piràmide de població
La piràmide de població per edats i sexe el 2009 era:
| Homes | Edats   | Dones |
| ----- | ------- | ----- |
| 0     | 95 o +  | 4     |
| 0     | 90 a 94 | 4     |
| 0     | 85 a 89 | 0     |
| 0     | 80 a 84 | 4     |
| 8     | 75 a 79 | 12    |
| 12    | 70 a 74 | 20    |
| 16    | 65 a 69 | 8     |
| 8     | 60 a 64 | 16    |
| 16    | 55 a 59 | 12    |
| 20    | 50 a 54 | 12    |
| 20    | 45 a 49 | 28    |
| 48    | 40 a 44 | 32    |
| 32    | 35 a 39 | 36    |
| 20    | 30 a 34 | 32    |
| 16    | 25 a 29 | 28    |
| 25    | 20 a 24 | 12    |
| 16    | 15 a 19 | 32    |
| 41    | 10 a 14 | 32    |
| 8     | 5 a 9   | 28    |
| 16    | 0 a 4   | 12    |

## Economia
El 2007 la població en edat de treballar era de 497 persones, 379 eren actives i 118 eren inactives. De les 379 persones actives 356 estaven ocupades (195 homes i 161 dones) i 22 estaven aturades (8 homes i 14 dones). De les 118 persones inactives 48 estaven jubilades, 35 estaven estudiant i 35 estaven classificades com a «altres inactius».

### Ingressos
El 2009 a Malrevers hi havia 253 unitats fiscals que integraven 669 persones, la mediana anual d'ingressos fiscals per persona era de 17.968 €.

### Activitats econòmiques
Dels 23 establiments que hi havia el 2007, 1 era d'una empresa alimentària, 3 d'empreses de fabricació d'altres productes industrials, 7 d'empreses de construcció, 4 d'empreses de comerç i reparació d'automòbils, 3 d'empreses de transport, 2 d'empreses d'hostatgeria i restauració, 1 d'una empresa immobiliària i 2 d'empreses de serveis.
Dels 9 establiments de servei als particulars que hi havia el 2009, 2 eren paletes, 1 guixaire pintor, 2 fusteries, 2 lampisteries, 1 electricista i 1 veterinari.
Dels 3 establiments comercials que hi havia el 2009, 1 era una botiga de menys de 120 m², 1 una fleca i 1 una carnisseria.
L'any 2000 a Malrevers hi havia 21 explotacions agrícoles que ocupaven un total de 658 hectàrees.

## Equipaments sanitaris i escolars
El 2009 hi havia 2 escoles elementals.

## Poblacions més properes
El següent diagrama mostra les poblacions més properes.